# Ann Goldstein
Ann Goldstein (Los Angeles, 1957) was van 2010 tot december 2013 de artistiek directeur van het Stedelijk Museum te Amsterdam.
Goldstein werd geboren in 1957 in Los Angeles in de Verenigde Staten. Ze studeerde aan de Universiteit van Californië - Los Angeles waar ze een kunsten-bachelor behaalde met het onderwerp atelier-kunst (Studio art).
Ze werkte van 1983 tot 2009 in het Museum of Contemporary Art in Los Angeles. Zij was daar senior conservator vanaf 2001, met als expertise minimal art en conceptual art uit de jaren 1960–70. Veel van haar tentoonstellingen werden overgenomen door het MoMA in New York.
In 2010 werd Goldstein directeur van het Stedelijk Museum, en volgde daarin Gijs van Tuyl op. De eerste tweeënhalf jaar van haar aanstelling was het Stedelijk gesloten vanwege een grote verbouwing. In september 2012 werd het museum opnieuw geopend voor het publiek. Vanaf dat moment werd Goldstein artistiek directeur en kreeg zij Karin van Gilst naast zich als algemeen directeur en Patrick van Mil als zakelijk directeur.
Goldstein legde per 1 december 2013 haar functie van artistiek directeur neer. In maart 2016 werd zij benoemd tot adjunct directeur en curator van de afdeling moderne en hedendaagse kunst van het Art Institute of Chicago. 